# (612911) 2004 XR190

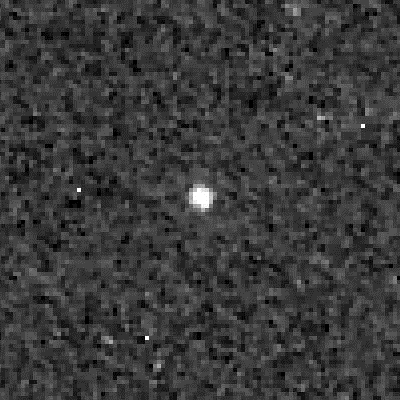
Hình ảnh của 2004 XR190, chụp bởi kính viễn vọng không gian Hubble.

2014 XR190, biệt danh Buffy, là một thiên thể đĩa phân tán nằm ở rìa ngoài Hệ Mặt Trời. Nó được khám phá vào ngày 11 tháng 12 năm 2004 bởi các nhà khoa học tại đài quan sát Mauna Kea, Hawaii. 2014 XR190 có khả năng cao là một hành tinh lùn, với đường kính là 550 kilomet. Với củng điểm là 51 AU, nó thuộc về một nhóm nhỏ và khó hiểu của những thiên thể rất xa với độ lệch tâm vừa phải.

## Khám phá và đặt tên
Buffy được phát hiện vào ngày 11 tháng 12 năm 2004. Nó được phát hiện bởi các nhà thiên văn học do Rhiannon Allen (Lynne Jones) của Đại học British Columbia dẫn đầu trong khuôn khổ Khảo sát Máy bay Ecliptic Canada (CFEPS) của Canada sử dụng Kính viễn vọng Canada (CFHT) của Canada. Nhóm nghiên cứu bao gồm Brett Gladman, John Kavelaars, Jean-Marc Petit, Joel Parker và Phil Nicholson. Trong năm 2015, sáu hình ảnh khám phá từ năm 2002 và 2003 đã được tìm thấy trong dữ liệu Khảo sát bầu trời kỹ thuật số Sloan.
Đối tượng được nhóm phát hiện đặt tên là "Buffy", theo tên người giết ma cà rồng hư cấu Buffy Summers, và đề xuất một số tên chính thức dựa trên Inuit cho Liên đoàn Thiên văn Quốc tế.

## Quỹ đạo và phân loại
Buffy quay quanh Mặt trời ở khoảng cách 51,1 Lần63,4 AU cứ sau 433 năm và 3 tháng (158.242 ngày; trục bán chính là 57,26 AU). Quỹ đạo của nó có độ lệch tâm vừa phải là 0,11 và độ nghiêng cao 47 ° so với đường hoàng đạo.
Nó thuộc cùng nhóm với 2014 FC72, 2014 FZ71, 2015 FJ345 và 2015 KQ174,được hiểu kém về perihelia lớn của chúng kết hợp với độ lệch tâm vừa phải. Được coi là một vật thể phân tán và tách rời, Buffy đặc biệt khác thường vì nó có quỹ đạo tròn bất thường cho một vật thể đĩa phân tán (SDO). Mặc dù người ta cho rằng các vật thể đĩa phân tán truyền thống đã bị đẩy vào quỹ đạo hiện tại của chúng bằng các tương tác hấp dẫn với Sao Hải Vương, nhưng độ lệch tâm thấp của quỹ đạo của nó và khoảng cách của perihelion (SDO thường có quỹ đạo lệch tâm và perihelia thấp hơn 38 AU) khó để hòa hợp với cơ học thiên thể như vậy. Điều này đã dẫn đến một số sự không chắc chắn về sự hiểu biết lý thuyết hiện tại về Hệ mặt trời bên ngoài. Các lý thuyết bao gồm các đoạn sao gần, hành tinh vô hình / hành tinh giả / phôi hành tinh trong vành đai Kuiper sớm và tương tác cộng hưởng với sao Hải Vương di cư ra ngoài. Cơ chế Kozai có khả năng chuyển độ lệch tâm quỹ đạo lên độ nghiêng cao hơn.
Vật thể này cũng là hành tinh lùn lớn nhất có thể có độ nghiêng lớn hơn 45 °, di chuyển xa hơn "lên xuống" so với "trái sang phải" quanh Mặt trời khi nhìn từ trên xuống dọc theo đường hoàng đạo.